# Titularbistum Arethusa dei Siri
Das Bistum Arethusa dei Siri (italienisch Aretusa dei Siri, lateinisch Arethusa Syrorum) ist ein Titularbistum der katholischen Kirche, das vom Papst an Titularbischöfe der mit Rom unierten Syrisch-katholischen Kirche vergeben wird.  Es ist vom Titularbistum Arethusa zu unterscheiden.
Es geht zurück auf einen untergegangenen Bischofssitz in der antiken Stadt Arethusa, die in der römischen Provinz Syria Coele bzw. Syria lag. 
| Titularbischöfe von Arethusa dei Siri |                                |                                      |                    |                 |
| Nr.                                   | Name                           | Amt                                  | von                | bis             |
| 1                                     | Moisé Sarkis (Eustazio Sarkin) |                                      | 14. September 1912 | 21. August 1918 |
| 2                                     | Théophile Joseph Georgi        |                                      | 21. November 1921  | 1942            |
| 3                                     | Atanasio Paolo Hindo           | Weihbischof                          | 18. Januar 1949    | 5. August 1949  |
| 4                                     | Joseph Parecattil              | Weihbischof in Ernakulam (Indien)    | 28. Oktober 1953   | 20. Juli 1956   |
| 5                                     | Sebastian Mankuzhikary         | Weihbischof in Ernakulam (Indien)    | 15. November 1969  | 28. April 1986  |
| 6                                     | Flavien Joseph Melki           | Weihbischof in Antiochia (Libanon)   | 24. Juni 1995      | 25. Mai 1996    |
| 7                                     | Flavien Rami Al-Kabalan        | Kurienbischof in Antiochia (Libanon) | 28. März 2020      |                 |